# جون غراي (لاعب هوكي الجليد)
جون غراي هو لاعب هوكي الجليد كندي، ولد في 13 أغسطس 1949 في Northeastern Manitoulin and the Islands ‏ في كندا.

## وصلات خارجية
- جون غراي على موقع HockeyDB.com (الإنجليزية)